# Památný dub u bývalého koupaliště v Přelouči

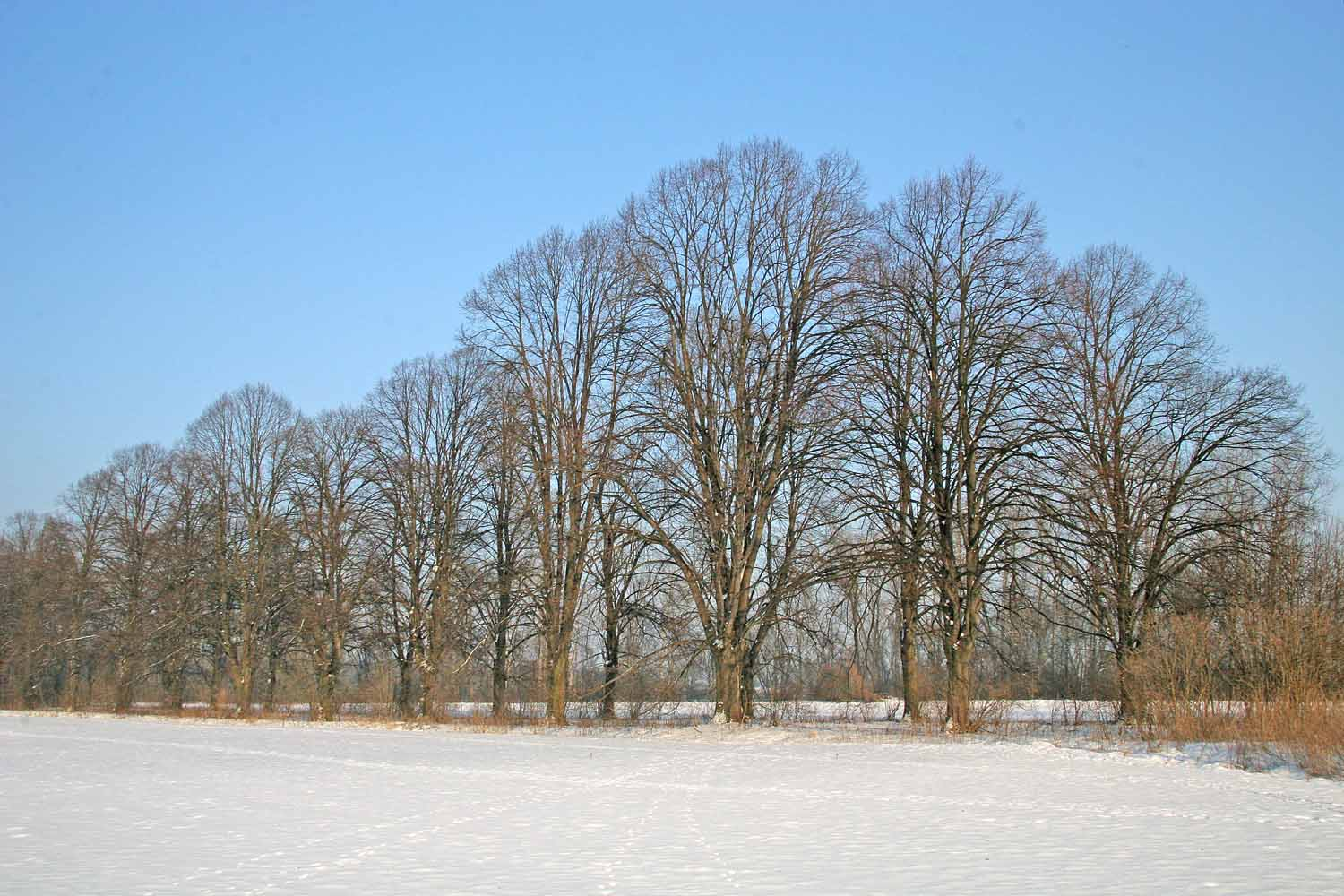
Památná lipová alej

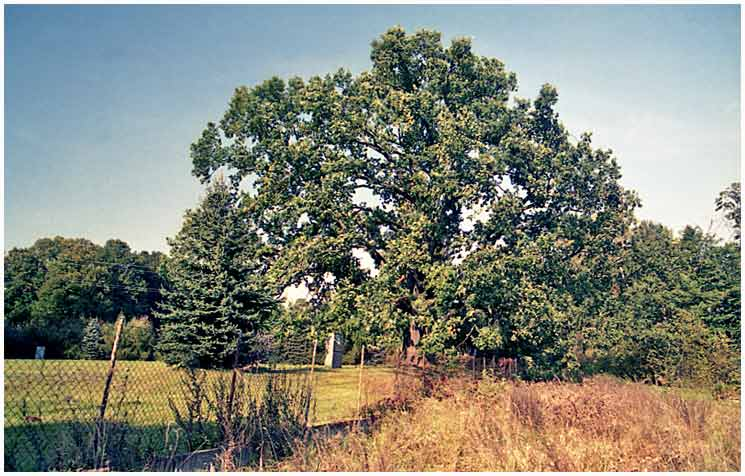
Dub u bývalého koupaliště v Přelouči

Památný dub (dub letní – Quercus robur) rostl v oploceném areálu kynologického cvičiště asi 300 m severně od bývalého koupaliště v Přelouči na druhé straně Labe při červené turistické značce vedoucí z Přelouče do Semína v okrese Pardubice.
Obvod kmene je 350 cm, výška 18 m. Vyhlášen památným stromem byl v roce 1994 pro svůj vzrůst a jako krajinná dominanta.
V dubnu 2025 se na místě nalézá pouze torzo kmene dubu.

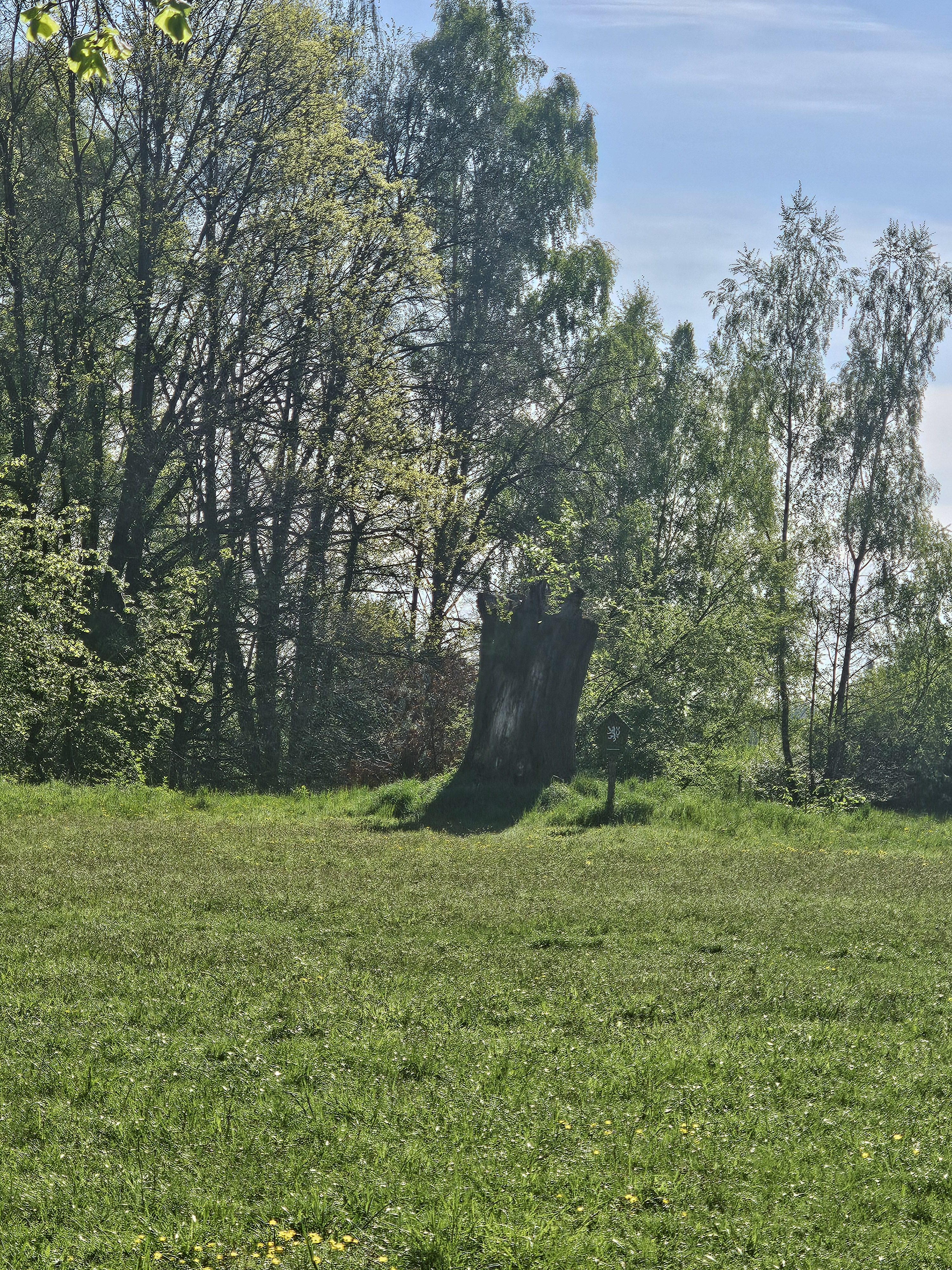
Torzo bývalého památného dubu u bývalého koupaliště v Přelouči - stav v dubnu 2025

Nedaleko od tohoto dubu roste další památný strom – dub u cesty z Přelouče do Semína. Zároveň tuto cestu lemuje stromořadí starých lip a další velké stromy rostou podél Labe. Na katastru Přelouče roste ještě další památný dub – dub u Klenovky a další dva dominantní duby rostou polích pod železniční tratí Přelouč – Praha.